# Somerset (Kentucky)
Somerset – miasto w Stanach Zjednoczonych, w stanie Kentucky, w hrabstwie Pulaski.